# ラスター彩

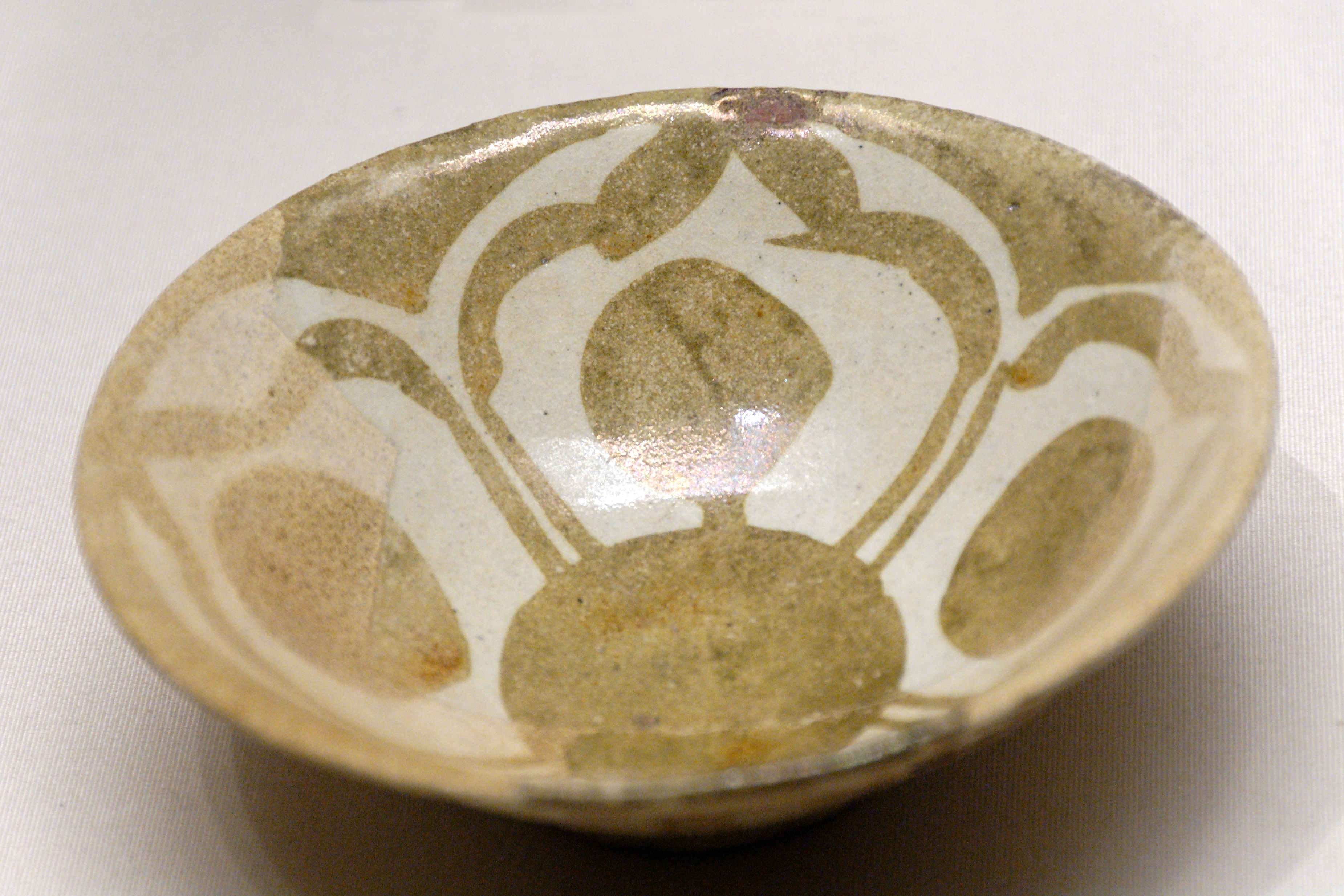
10世紀イランのラスター彩の陶器

ラスター彩（ラスターさい、Lusterware）とは、焼成した白い錫の鉛釉の上に、銅や銀などの酸化物で文様を描いて、低火度還元焔焼成で、金彩に似た輝きを持つ、9世紀-14世紀のイスラム陶器の一種。14世紀以降この陶器の生産は衰退に向かったものの、16世紀に興るサファヴィー朝まで継承された。17世紀にはエスファハーンなどでバラ、チューリップを描いた茶または赤味を帯びたラスター彩陶器が製作された。18世紀以降このラスター彩技法は次第に忘れ去られ、今日では失われた技術となってしまった。ラスター（luster）とは、落ち着いた輝きという意味。
中国建窯の、曜変・油滴・禾目などの天目茶碗は、この影響を受けて作られ、構造色が見られる。